# Beyne-Heusay
Pour les articles homonymes, voir Beyne.
Beyne-Heusay [bɛnøzɛ] (en wallon Binne-Heuzea) est une commune francophone de Belgique située en Wallonie dans la province de Liège. La commune fait partie de l'agglomération de Liège.

## Géographie

### Sections de commune
| # | Nom           | Superf. (km²) | Habitants (2020) | Habitants par km² | Code INS |
| - | ------------- | ------------- | ---------------- | ----------------- | -------- |
| 1 | Beyne-Heusay  | 3,75          | 7.716            | 2.057             | 62015A   |
| 2 | Queue-du-Bois | 2,52          | 2.412            | 957               | 62015B   |
| 3 | Bellaire      | 0,96          | 1.689            | 1.767             | 62015C   |

### Villages
- Moulins-sous-Fléron (anciennement partie de la commune de Fléron).

## Démographie

### Démographie: Avant la fusion des communes
- Source: DGS recensements population

### Démographie: Commune fusionnée
En tenant compte des anciennes communes entraînées dans la fusion de communes de 1977, on peut dresser l'évolution suivante :
Les chiffres des années 1831 à 1970 tiennent compte des chiffres des anciennes communes fusionnées.
- Source: DGS , de 1831 à 1981=recensements population; à partir de 1990 = nombre d'habitants chaque 1 janvier[2]

## Histoire
La commune de Beyne-Heusay, installée sur les premières marches du plateau de Herve, s'est constituée, au fil des siècles, par le regroupement de divers villages et hameaux.
La création du premier de ceux-ci, celui de Beyne, remonte à 1321, dans ce qui était alors la Principauté de Liège. Pendant de très nombreuses années, les hameaux de Beyne, de Heusay et de la Neuville constituèrent des entités distinctes, ayant chacune leur « bourguemaître ». Leur réunion ne fut d'ailleurs réalisée qu'en 1796, sous le régime français. Le premier maire de la communauté unifiée et intégrée dans le département de l'Ourthe, fut Monsieur F. BELLEFLAMME, en 1800. En 1977, le territoire s'est agrandi en s'associant avec celui des anciennes communes de Bellaire et Queue-du-Bois, d'une part, et de Moulins-sous-Fléron, nécessaire trait d'union entre les deux versants, d'autre part.

## Héraldique
|  | La commune possède des armoiries qui lui ont été octroyées le 15 février 2000. Elles sont le résultat de la combinaison des armoiries de deux familles. La famille Villenfagne était les seigneurs de Beyne quand le baron Ignace de Villenfagne acquit le village en 1780. Bellaire et Queue-du-Bois étaient propriété de la famille Grady. Les armoiries sont composées d'un lion rouge avec un croissant. Blasonnement : Écartelé : aux 1 et 4, d'argent à la bande coticée de sable chargée de trois coquilles d'or ; aux 2 et 3, d'argent au lion de gueules, armé et lampassé du même, chargé en cœur d'un croissant montant d'or. Source du blasonnement : Heraldy of the World. |

## Politique et administration

### Conseil et collège communal 2024-2030
Ci-dessous, le tableau des résultats des élections communales de 2024.
| Parti | Parti            | Voix (2024) | Voix (2018) | % (2024) | % (2018) | +/-   | Sièges  | +/- | Collège |
| ----- | ---------------- | ----------- | ----------- | -------- | -------- | ----- | ------- | --- | ------- |
|       | LES ENGAGÉS-BHIC | 1.439       | -           | 21,61%   | -        | 0.0 % | 4 / 23  | 4.0 | Oui     |
|       | PS               | 3.155       | 3.387       | 47,38%   | 49,48%   | 2.1 % | 12 / 23 | 0.0 | Oui     |
|       | Beyne Osez !     | 2.065       | -           | 31,01%   | -        | 0.0 % | 7 / 23  | 7.0 | Non     |
|       | Ensemble         | -           | 1.826       | -        | 26,68%   | 0.0 % | - / 23  | 6.0 | Non     |
|       | CDH-ECOLO+       | -           | 1.632       | -        | 23,84%   | 0.0 % | - / 23  | 5.0 | Non     |
| Total | Total            | 6 659       | 6 845       | 100 %    | 100 %    |       | 23      |     |         |

| Collège communal  |                        |                    |
| ----------------- | ---------------------- | ------------------ |
| Bourgmestre       | Didier Henrottin       | PS                 |
| 1er Échevin       | Moreno Introvigne      | PS                 |
| 2e Échevine       | Corinne Abraham-Sutera | PS                 |
| 3e Échevine       | Mireille Gehoulet      | PS                 |
| 4e Échevin        | Serge Francotte        | Les Engagés - BHIC |
| Président du CPAS | Jean-Louis Frederick   | PS                 |

### Liste des bourgmestres depuis 1830
- Serge Cappa, de 2007 à 2018, (PS).
- Didier Henrottin, de 2019 à aujourd'hui, (PS).

### Jumelages
Wasquehal (France)

## Lieux publics

### Cimetières
Beyne-Heusay comprend deux cimetières, le nouveau situé rue du cimetière et l'ancien situé rue Grand' Fontaine. Divers personnalités, comme Lucie Dejardin ou Victor Dethier, y sont inhumés.

## Photographies

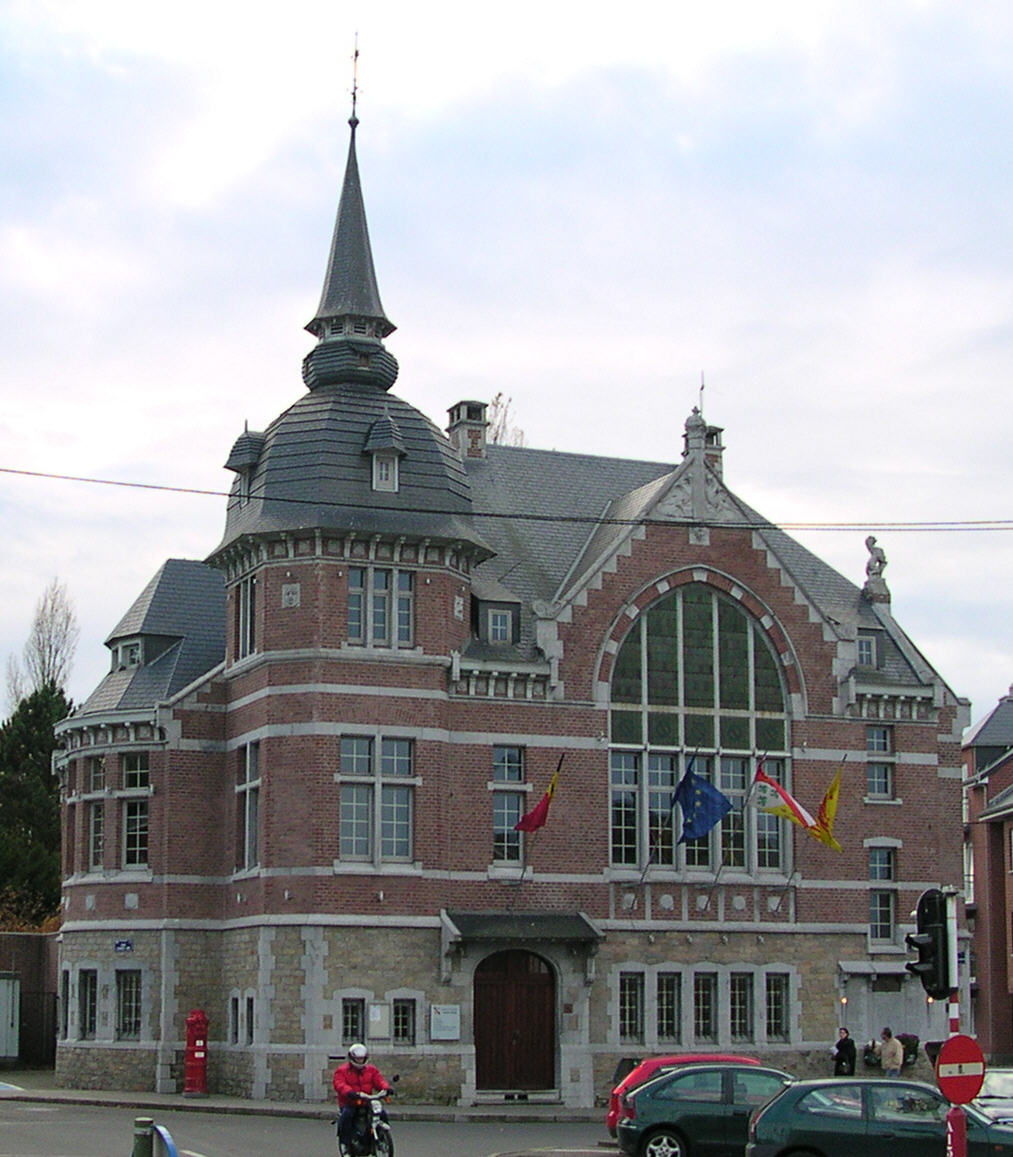
La maison communale de Beyne-Heusay place Joseph Dejardin.
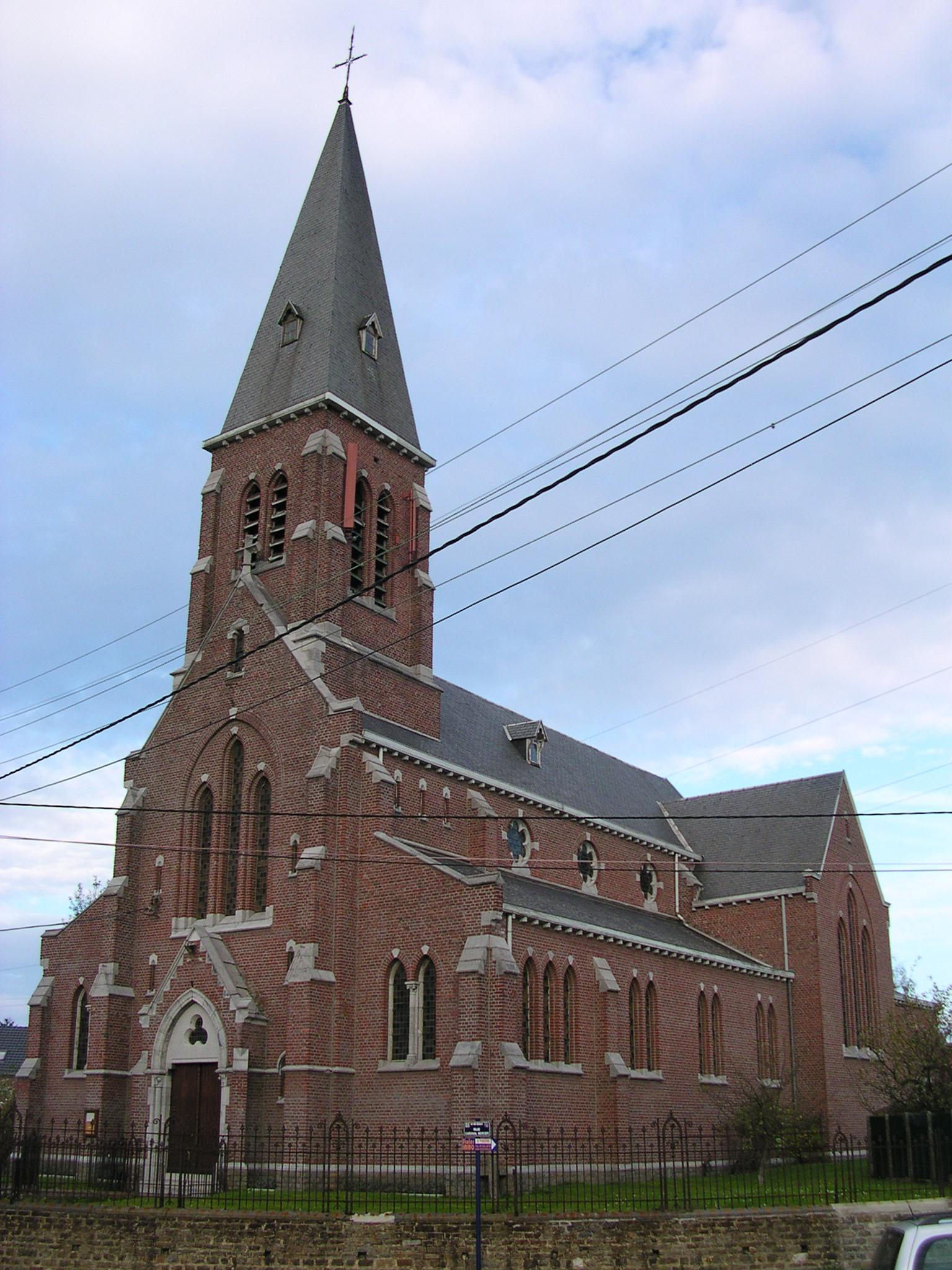
L'église Saint-Laurent.
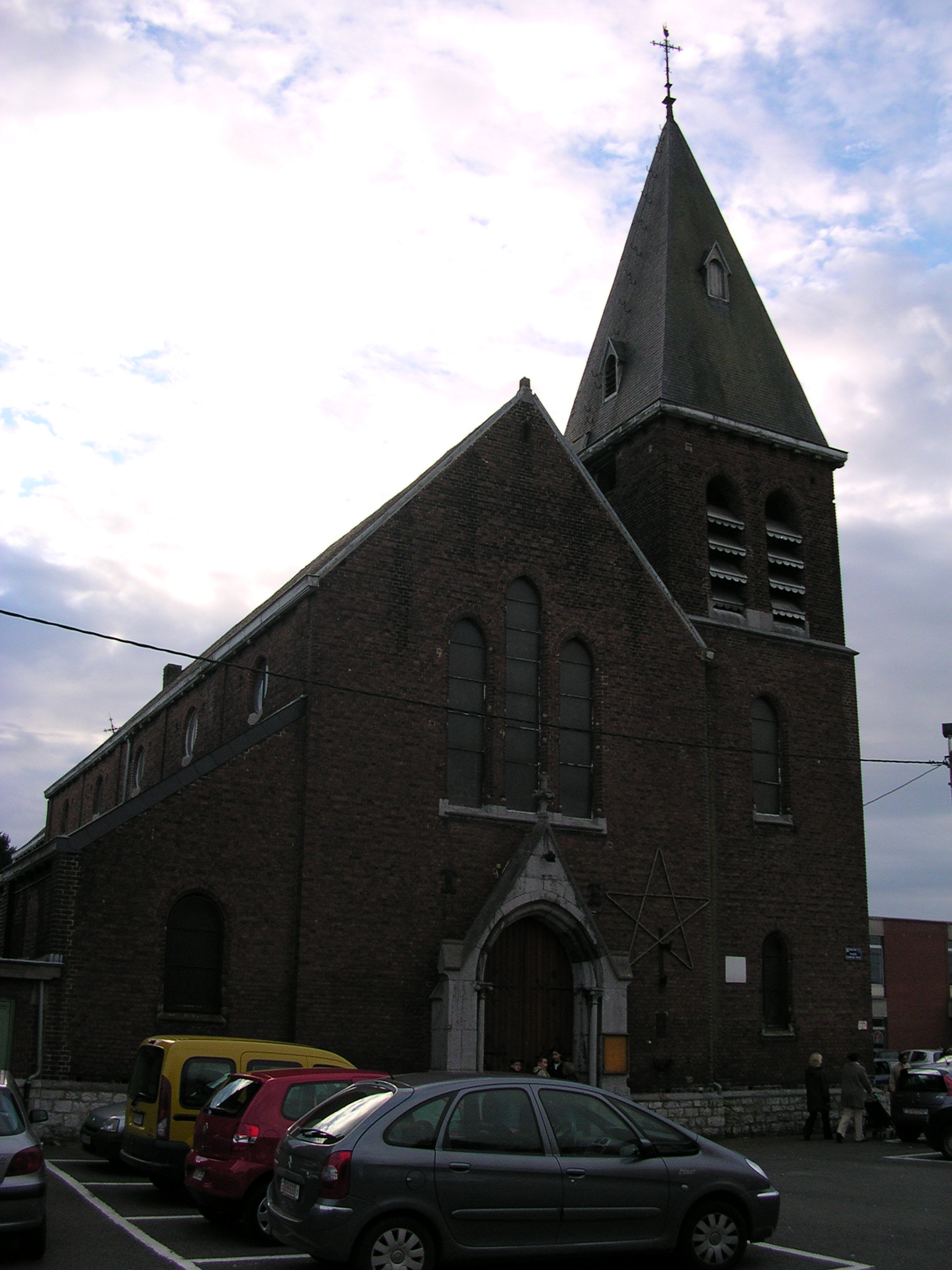
L'église Saint-Barthélemy.

## Sports et vie associative

### Sports
Beyne-Heusay est connue pour son équipe de handball jouant en première division nationale, l'Union Beynoise. Et également pour son club d'Unihockey unique dans la région (Union Beynoise Unihockey).